# Huppelen
Huppelen is een gang met kleine sprongen. In ruime zin omvat huppelen elke dansende manier van voortbewegen. Dat soort huppelen is niet voorbehouden aan mensen: lammetjes die in de wei rare sprongen maken huppelen. In enge zin is huppelen voortbewegen in een lijn waarbij telkens tweemaal hetzelfde been landt voordat het volgende been volgt: links-links rechts-rechts. Huppelen is daarmee verwant aan hinkelen. In tegenstelling tot bij het rennen is er bij huppelen wel een moment waarbij twee voeten tegelijk de grond raken. De armen bewegen net als bij het lopen: ontspannen langs het lichaam, onderarm naar beneden, en linkerarm naar voren als het rechterbeen naar voren gaat en omgekeerd. Huppelen kan zonder op de hiel te landen, waardoor de belasting voor de gewrichten minder wordt. Het is lastig om in een rechte lijn te huppelen; meestal wordt een licht zwabberende lijn gevolgd. De snelheid ligt tussen die van wandelen en rennen. Deze vorm van huppelen wordt vooral beoefend door kinderen, of als onderdeel van een warming-up.
Alberto Minetti heeft de galop beschreven als opgetelde vorm van twee tweevoetige huppelende gangen.